# Sahyadria denisonii
Sahyadria denisonii (Day, 1865) è un pesce d'acqua dolce, appartenente alla famiglia Cyprinidae.

## Distribuzione e habitat
È un pesce endemico delle acque dolci indiane (regione del Kerala), dove abita corsi d'acqua veloci sulle colline (Achenkovil, Chaliyar,
Cheenkannipuzha un emissario del Velapattanam) La specie ha una superficie stimata di habitat di 8.805 km2. Vivono in clima subtropicale in acque di pH 6.8–7.8, durezza 5–25 dGH e temperatura 18–26 °C. C'è rischio potenziale di estinzione in quanto è una specie che ha avuto enorme successo nell'acquariofilia. Messo in lista come specie in pericolo.
È esportato dall'India dal 1996. Nel 1997, ha vinto il premio a 'Aquarama 1997' sotto la categoria 'New Species Category'. Dal 2007-08 costituisce circa il 60/65% di tutte le esportazioni di pesci ornamentali dall'India. Dal governo di Kerala è partita una campagna per bandire le esportazioni e mettere la specie nel National Wlidlife Protection Act.
Nel 2010 la International Union for Conservation of Nature (IUCN) ha messo la specie nella lista rossa che protegge le specie viventi più in pericolo dal 1963. Alla specie è stato assegnato il grado di "In pericolo" per diverse ragioni, numero di individui adulti e superficie di habitat.

## Descrizione
Il corpo è allungato, tipico dei Ciprinidi che vivono in acque veloci. La livrea prevede testa e dorso grigio verde con riflessi metallici, dalla bocca parte una linea orizzontale rosso vivo che attraversa la parte superiore dell'occhio e termina poco dopo l'attaccatura della pinna dorsale. Il ventre è bianco argenteo. La pinna dorsale ha la parte iniziale rosso vivo, mentre il resto è trasparente. La pinna caudale presenta alle estremità dei due lobi una macchia nera orlata di giallo. Le altre pinne sono trasparenti.

## Etologia

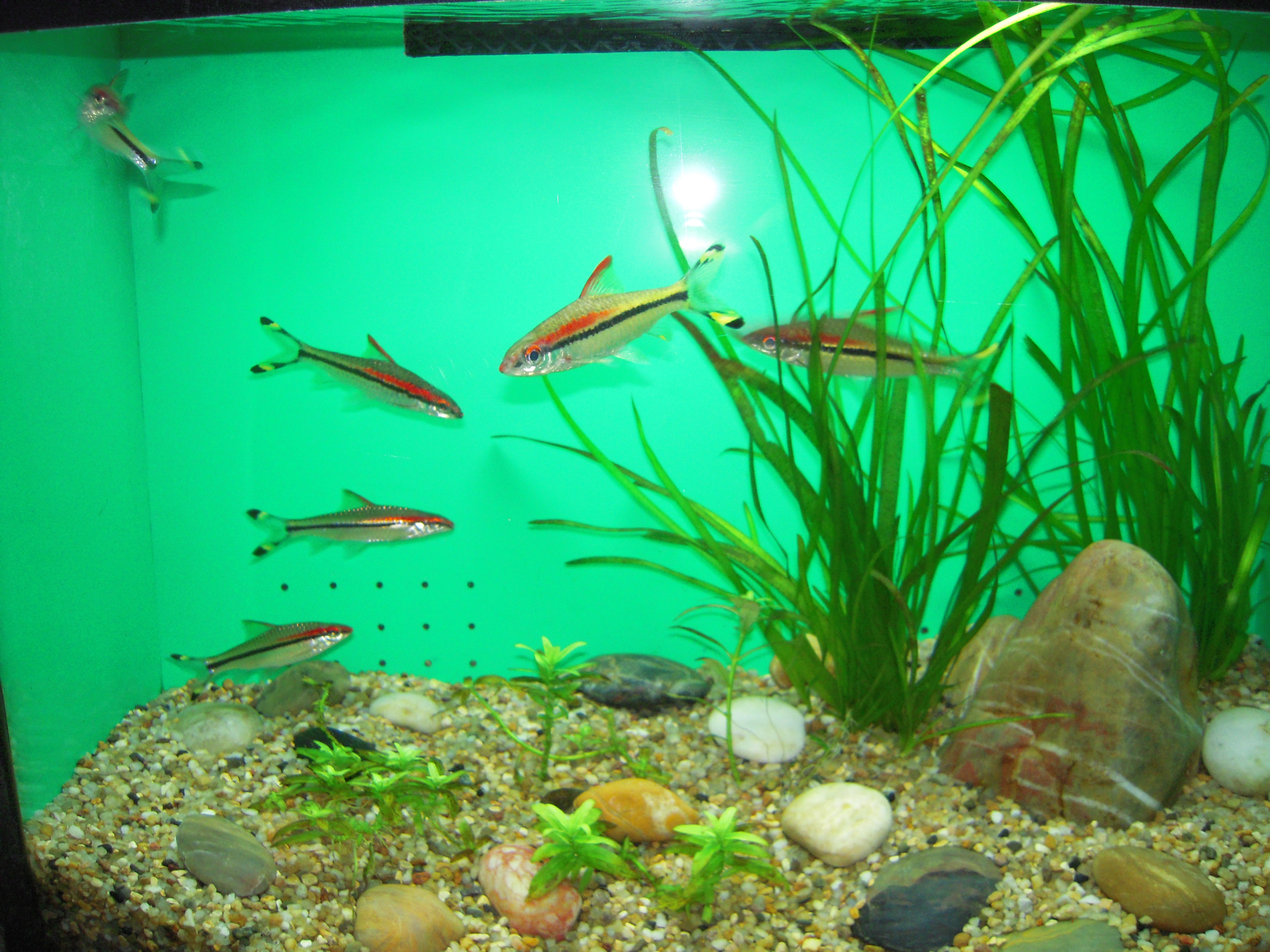
Un gruppo di esemplari allo Shanghai Ocean Aquarium

Una volta schiuse le uova, ogni esemplari ha vita solitaria, riunendosi in piccoli gruppi soltanto da adulti, per accoppiarsi.

## Riproduzione
Non si sa molto di questi pesci, sembra che depongano le uova 1-2 volte l'anno, una prima del monsone (giugno-luglio) e una verso dicembre/gennaio.

## Acquariofilia
È pescato e allevato per la commercializzazione nei negozi di acquariofilia. È relativamente recente la sua introduzione nel mondo acquariofilo. È una specie che ama stare in gruppo. Sono pacifici ma sono conosciuti per la loro aggressività in fase di alimentazione, specialmente se tenuti in spazi non adeguati. Mangiano vermi, gamberetti, carne, mangimi e alcuni vegetali. Un pesce similare il Puntius chalakudiensis è talvolta scambiato con questa specie, ma è più grande, meno colorato e più aggressivo di questa. Negli anni si sono susseguiti i tentativi di riproduzione in cattività per questa specie, ma con scarso successo. Recentemente (2009) un lavoro di studio condotto al Fisheries College di Kerala da T.V. Anna Mercy ha portato alla riproduzione in cattività. Eguale successo è stato conseguito dal Chester Zoo e da due acquariofili di Chennai i signori Venkatesh e Murali (come riportato su The Hindu dell'ottobre 2008). Questi contributi danno il via alla standardizzazione dei procedimenti per la riproduzione in cattività e mantenere la specie in India.
| Origine            | Kerala        | Acqua            | dolce     |
| Durezza dell'acqua | da 5 a 25 °GH | pH               | 6,8 a 7,8 |
| Temperatura        | da 18 a 26 °C | Volume min.      | l         |
| Alimentazione      | onnivoro      | Taglia da adulto | 15 cm     |
| Riproduzione       |               | Zone occupate    | Fondo     |
| Socialità          | Coppia        | Difficoltà       | Media     |